# Diamantkop

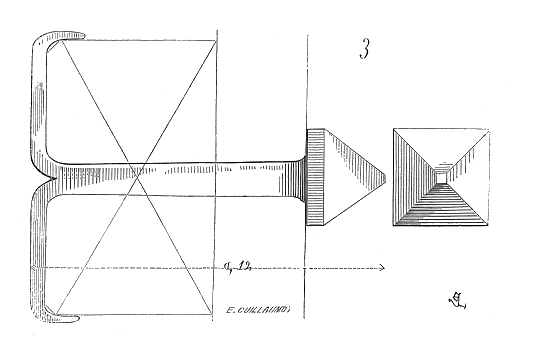
Muuranker met diamantkop

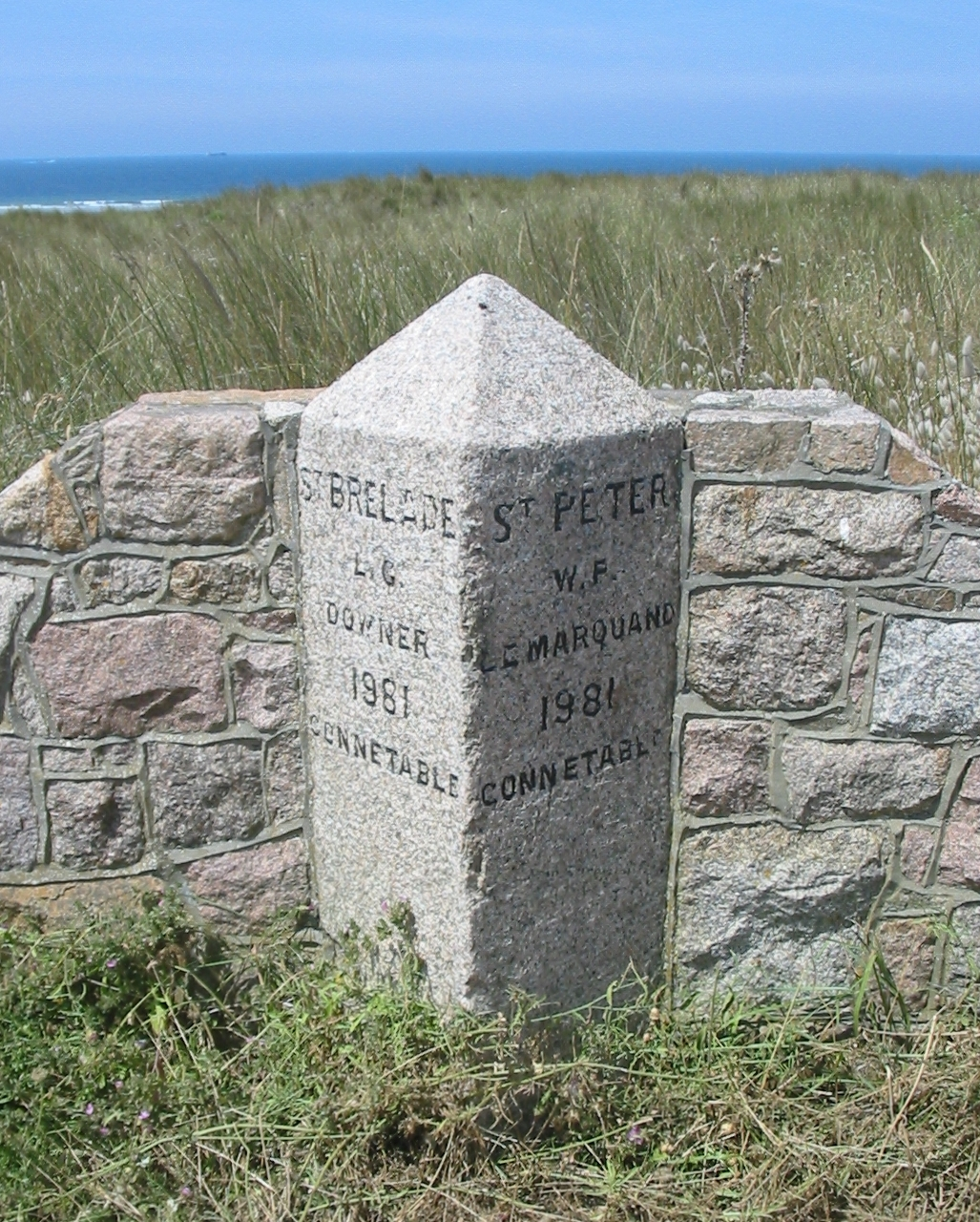
Grenssteen op Jersey met diamantkop

Een diamantkop is een uit vier of acht facetten (vlakken) bestaande piramidevormige versiering of ornament. Door de schuin aflopende vlakken zorgt een dergelijk ornament meteen ook voor een goede afwatering. De diamantkop wordt dan veel gebruikt om palen aan de bovenzijde af te werken en afwaterend te maken. Voorbeelden zijn stenen grenspalen, of houten palen van hekwerken. Ook de bekende zwarte kunststof palen, die op kruispunten het langzame en het snelle verkeer scheiden, (de zwarte, vierkante palen, vaak met twee rood/witte strepen) hebben een diamantkop. Deze palen worden dan ook diamantkoppalen genoemd.
De diamantkop komt ook voor als versiering van de sleutel, de laatste steen in een van stenen gemaakte boog in bouwwerken. De diamantkop van pyramiden en obelisken wordt pyramidion genoemd.

## Externe link

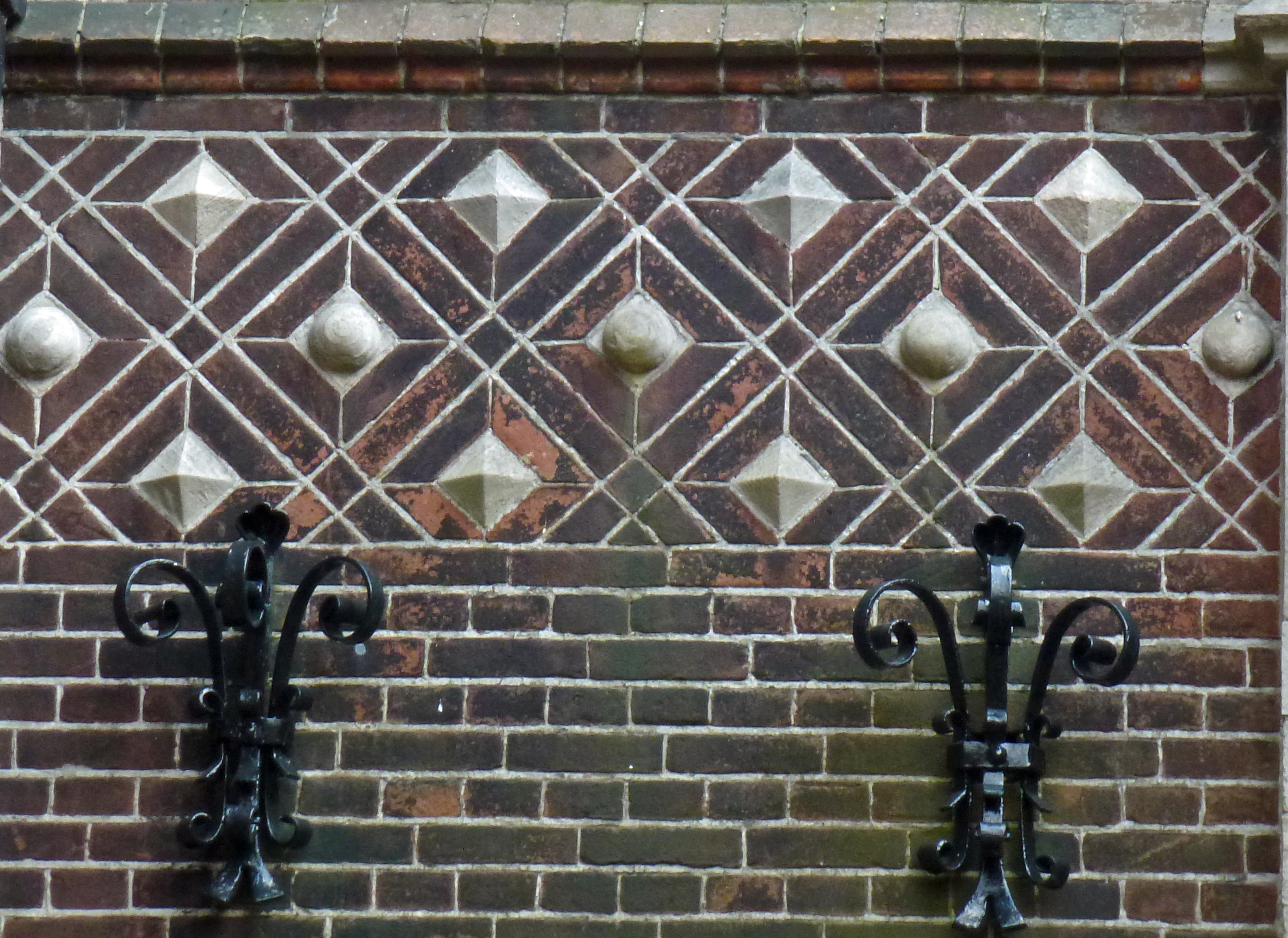
Diamantkop als ornament

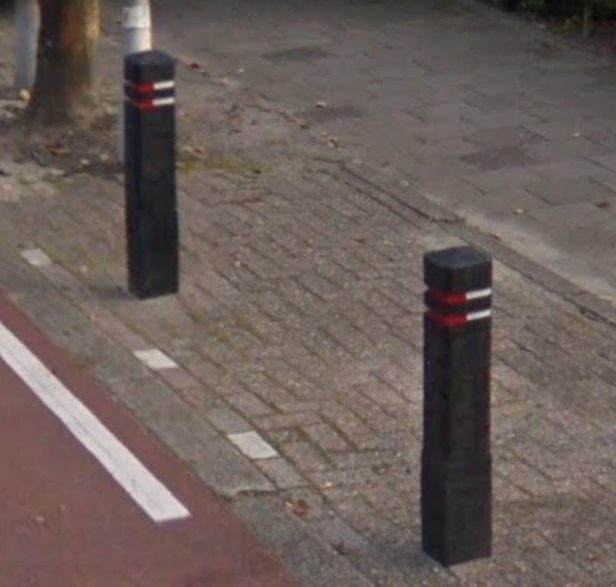
Twee van de bekende diamantkoppalen.